# Вадайський султанат

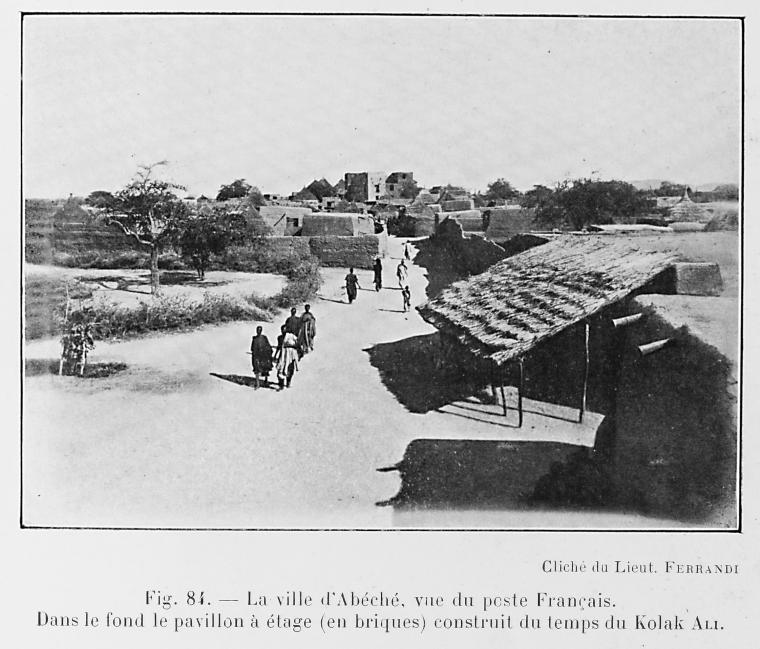
Будинки, збудовані при останньому султані Вадаю, Алі в Абеші, 1918 р.

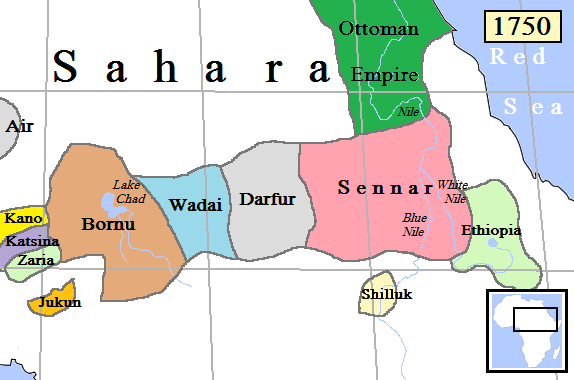
Станом на 1750 рік

Вадайський султанат (араб. سلطنة وداي Saltanat Waday, фр. royaume du Ouaddaï, англ. Wadai Sultanate; фур Burgu або Birgu) — середньовічний султанат на території сучасної держави Чад, Африка. Розташований на північному сході від королівства Багірмі. Виник у периферійній частині Дарфурського султаната у XVII столітті. У 1912 році включений до складу Французької Західної Африки.

## Історія
У 1635 Абд-аль-Карим згуртував під своєю владою етнічну групу маба та ряд інших племен, і під гаслами джихаду повалив правлячу династію етносу тунгур. Заснував теократичну ісламську державу, ставши першим її султаном. Протягом XVIII ст. Вадай чинив опір експансії Дарфура.
Приблизно в 1800, за часів султана Сабуна, Вадай почав розширювати свою владу на навколишні племена, використовуючи своє стратегічне положення на торговельних транссахарських маршрутах. Султанат розпочав карбування власної монети та закупівлю вогнепальної зброї. У 1838 році Дарфур, скориставшись слабкістю наступників Сабуна, поставив на престол свого правителя. Проте це мало негативні наслідки, бо Мухаммед Шеріф почав проводити власну політику не рахуючись з інтересами Дарфуру. Він захопив сусіднє королівство Багірмі і уклав договір із засновником суфійського ордену Сенусія, проти французької колонізації. У 1912 році Вадайський султанат було підкорено, та включено до складу Французької Західної Африки. У 1960 він став частиною незалежної держави Чад. У 1970 уряд Чаду відновив титул короля Вадаю.

## Правителі Вадаю
- 1635—1681 Абд-аль-Карим
- 1681—1707 Якоб Ароус
- 1707—1747 Харут аль-Зархір
- 1747—1795 Мухаммед Явда
- 1795—1803 Мухаммед Саліх Деррет ібн Явда
- 1803—1813 `Абд-аль-Карим Сабун ібн Саліх Деррет
- 1813 Мухаммед Бусата ібн `Абд-аль-Карим
- 1813—1829 Юсуф Харіф'ян ібн `Абд-аль-Кадір
- 1829 Ракіб ібн Юсуф `Абд-аль-Кадір
- 1829—1835 Мухаммед `Абд-аль-`Азіз Дхаві ібн Радама
- 1835 Адхам ібн Мухаммед `Абд-аль-`Азіз
- 1835—1858 `Ізз ад-Дін Мухаммед аль-Шаріф ібн Саліх Деррет
- 1858—1874 `Алі ібн Мухаммед
- 1874—1898 Юсуф ібн `Алі
- 1898—1900 Ібрагім ібн `Алі
- 1900—1901 Ахмад Абу аль-Газалі ібн `Алі
- 1902—1909 Мухаммед Да´уд Мурра ібн Юсуф
- 1909—1912 `Азіль
- 1935—1945 Мухаммед Урада ібн Ібрагім
- 1945—1960 `Алі Сілік ібн Мухаммед Да´уд Мурра (1 раз)
- 1970—1977 `Алі Сілік ібн Мухаммед Да´уд Мурра (2 раз)
- 1977- Ібрагім ібн Мухаммед Урада